# U-3516
| U-3516                     | U-3516                            | U-3516                            |
| -------------------------- | --------------------------------- | --------------------------------- |
|                            |                                   |                                   |
|                            |                                   |                                   |
|                            |                                   |                                   |
| Під прапором               | Третій рейх                       | Третій рейх                       |
| Спуск на воду              | 4 листопада 1944 року             | 4 листопада 1944 року             |
| Виведений зі складу флоту  | 2 травня 1945 року                | 2 травня 1945 року                |
| Сучасний статус            | затоплений                        | затоплений                        |
| Проєкт                     |                                   |                                   |
| Тип ПЧ                     | Торпедний ДПЧ                     | Торпедний ДПЧ                     |
| Основні характеристики     |                                   |                                   |
| Швидкість (надводна)       | 15,6 вузла                        | 15,6 вузла                        |
| Швидкість (підводна)       | 17,2 вузла                        | 17,2 вузла                        |
| Робоча глибина занурення   | 135 м                             | 135 м                             |
| Гранична глибина занурення | 280 м                             | 280 м                             |
| Екіпаж                     | 58 осіб                           | 58 осіб                           |
| Розміри                    |                                   |                                   |
| Довжина найбільша (по КВЛ) | 76,7 м                            | 76,7 м                            |
| Ширина корпусу найб.       | 8 м                               | 8 м                               |
| Висота                     | 11,3 м                            | 11,3 м                            |
| Середня осадка (по КВЛ)    | 6,32 м                            | 6,32 м                            |
| Водотоннажність надводна   | 1621 т                            | 1621 т                            |
| Озброєння                  |                                   |                                   |
| Торпедно- мінне озброєння  | 6 носових ТА. 23 торпеди          | 6 носових ТА. 23 торпеди          |
| ППО                        | 2 × 20-мм зенітні гармати FlaK 30 | 2 × 20-мм зенітні гармати FlaK 30 |

U-3516 — німецький підводний човен типу XXI часів Другої світової війни.
Замовлення на будівництво човна було віддане 6 листопада 1943 року. Човен був закладений на верфі суднобудівної компанії «F Schichau GmbH» у місті Данциг 28 серпня 1944 року під заводським номером 1661, спущений на воду 4 листопада 1944 року, 18 грудня 1944 року увійшов до складу 8-ї флотилії. Також за час служби входив до складу 5-ї флотилії.
Човен не виконав жодного бойового походу.
Затоплений власним екіпажем 2 травня 1945 року у Травемюнде. Здано на злам.

## Командири підводного човна
- Капітан-лейтенант Ганс Венгель (18 грудня 1944 — березень 1945);
- Оберлейтенант-цур-зее Генріх Гроте (березень 1945 — 2 травня 1945)